# 성 지정
성 지정(性指定, sex assignment)은 신생아로 태어날때, 아이의 생물학적인 성을 지정하는 것이다. 대부분 조산사나 산파, 친척, 의사등에 의해 성별이 지정된다. 태어나기 전에 태아 성 감별을 하는 경우도 있다. (인도에서는 금지된다.)
대부분의 사회에서, 성 지정은 간단하다. 성 지정은 앞으로 길러질 성별이나 성 정체성을 함축한다. 하지만 어떤 특별한 경우에 대해서는 지정된 성별이 일치하지 않는 경우도 있다. 드문 경우 부모가 해부학적 성별과 다르게 아이를 기르는 경우도 있다. 남녀중간몸의 경우에, 내성기와 외성기가 일치하지 않을 수도 있다.

## 남녀중간몸의 성 지정
남녀중간몸은 염색체, 외음부, 내성기, 생식샘 조직등이 불일치하거나 그 차이가 적은 경우이다. 외성기가 남성과 여성의 중간일 때 모호하다고 한다.
1950년대에는 외성기의 모양에 따라 성별을 지정했다.
1960년대에서 1990년대까지 서구사회에서 권장된 기준은 다음과 같다.
- 모든 성염색체가 XX인 유아는 미래의 생식능력을 위해 여성으로 지정된다.
- 남성화가 덜된 XY인 유아는 음경이 서서 배뇨를 하거나, 질에 삽입할만큼 큰 경우 남성으로, 그렇지 않거나 기형인 경우(총배설강뒤집힘증,cloacal exstrophy) 여성으로 지정되며, 성선은 모두 제거되며, 질을 수술로 만들고, 사춘기에 에스트로겐이 투여된다.
- 염색체가 섞인 경우 (혼합생식샘발생장애이나, 참남녀중간몸)의 경우는 외음부의 모양이나 음경/음핵의 크기에 따른다.
- 부모의 요청이 없는 한 성 정체성이 형성되는 2세 이후에 재지정을 한다.

이 기준은 1990년대 중반까지 표준으로 자리잡았다. 1970년대 말기에 왜소음경증 (Micropenis)은 호르몬치료에 따라 치료될 수 있음이 알려지면서, 이에 대한 여성으로의 재지정은 잘 하지 않게 되었다.
지난 10년 동안 반대되는 증거로 인해 이 기준은 바뀌게 되었다.
- 수십명의 남녀중간몸을 가진 사람이 성장한 뒤 공개적으로 불만족스러운 성기능이나 잘못된 성 정체성에 불만을 토로했고, 유아에 대한 남녀중간몸 치료수술을 비난했다. 몇몇은 수술을 그들의 성 정체성이 바뀔 수 있는 몇년 뒤로 미룰것을 제안했다.
- 1997년 데이비드 라이머의 이야기가 대중에 알려졌다. 포경수술중 음경을 잃은뒤, 여성으로 지정되어 고환을 제거당했고, 12살에 여성호르몬 치료를 시작했다. 존 머니는 이 사례를 1970년대에 성공이라고 주장했지만, 라이머는 대중에게 자신이 여성으로 길러졌지만 남성의 정체성을 가졌다고 말했다. 15살에, 남자의 삶을 살기 시작했지만 정신적인 충격에 의해 38살에 결국 자살했다.
- 성이 길러진다는 의견에서 인간의 성에 자연적인 요인이 더 중요하다는 것으로 의견이 돌아섰다.
- 총배설강뒤집힘증을 가진 XY유아로 여성으로 재지정된 사람들이 결국 사춘기 전이나 사춘기에 남성으로의 재지정을 요구했다.

현재의 기준은 다음과 같다.
- 모든 성염색체가 XX인 기능하는 난소를 가진 유아는 미래의 생식능력을 위해 여성으로 지정된다.
  - 예외는 선천부신과다형성(Congenital adrenal hyperplasia)으로, 완전히 또는 부분적으로 남성화된 여아로 성기 수술이 미뤄진 동안 남성성이 두드러진 경우 남성으로 지정된다.
- 염색체가 XY이며, 고환이 있는 유아는 남성으로 지정된다. 외음부가 여성으로 두드러진 경우인 안드로겐 무감응 증후군등은 예외이다.
  - 모호하지 않은 음경왜소증인 유아는 남성으로 지정된다.
  - 고환이 기능을 하고 안드로겐에 일반적인 감응성이 있는 유아는 음경이 기형이나 결손되지 않은 한 남자로 지정된다.
  - (혼합생식샘발생장애이나, 참남녀한몸)등의 경우는 외음부의 모양에 따른다. 이경우 생식샘은 제기능을 하지 못한다.
- 부모의 요청이 없는 한 성 정체성이 형성되는 2세 이후에 재지정을 한다.

## 같이 보기
- 간성 교정 수술
- 인터섹스 인권